# Ашковски, Стефан
Стефан Ашковски (макед. Стефан Ашковски; род. 24 февраля 1992, Скопье) — северомакедонский футболист, вингер. В составе белградского «Партизана» становился чемпионом Сербии в 2013 году.

## Клубная карьера
Стефан Ашковски родился 24 февраля 1992 года в Скопье. Ашковски начал свою карьеру в Сербии в клубе «Телеоптик» (играл в Сербской первой лиге). После двух сезонов в «Телеоптике», летом 2012 года, перешел в «Партизан».
Дебютировал за «Партизан» 11 ноября 2012 года в матче против «Раднички». Летом 2013 года он отправился в аренду в клуб чемпионат Сербии «Доньи Срем». В следующем году он вновь играл на правах аренды в клубе «Напредаку Крушевацу», но в июле того же года перешел в «Стрёмсгодсет», победителя Типпелиги, по договору аренды на полгода. У норвежского клуба была возможность выкупа игрока, но это право чемпион Норвегии не использовал.

## Международная карьера
В 2008 году Ашковски начал представлять команду Республики Македония, играя за сборную до 17 лет. Также он регулярно выступал в командах до 19 лет, а затем и в командах до 21 года.
После хорошего начала сезона в сербской Суперлиге сезона 2015/16, 21 августа 2015 года с Ашковски связался главный тренер сборной Македонии Любинко Друлович, после чего Стефан дебютировал за сборную Македонии в квалификационном матче чемпионата Европы в сентябре 2015 года против Люксембурга. По состоянию на 11 октября 2021 года провел в общей сложности 8 матчей за сборную, не забив ни одного гола.

## Статистика выступлений

### Международная статистика
| Сборная            | Год   | Матчи | Голы |
| ------------------ | ----- | ----- | ---- |
| Северная Македония | 2015  | 3     | 0    |
| Северная Македония | 2016  | 0     | 0    |
| Северная Македония | 2017  | 0     | 0    |
| Северная Македония | 2018  | 0     | 0    |
| Северная Македония | 2019  | 0     | 0    |
| Северная Македония | 2020  | 0     | 0    |
| Северная Македония | 2021  | 7     | 0    |
| Северная Македония | 2022  | 8     | 0    |
| Северная Македония | 2023  | 10    | 0    |
| Всего              | Всего | 28    | 0    |

## Награды
Партизан
- Чемпион Сербии: 2012/13

Сепси
- Обладатель Кубка Румынии: 2021/22